# Ibrahim Al-Mukhaini
Ibrahim Saleh Ibrahim Saleh Al-Mukhaini (in arabo إبراهيم صالح إبراهيم صالح المخيني‎?; Sur, 20 giugno 1997) è un calciatore omanita, portiere dell'Al-Nahda e della nazionale omanita.

## Carriera

### Club

#### Al-Hara
Al-Mukhaini ha iniziato la sua carriera con l'Al-Hara, dove ha guadagnato il soprannome di "Ibrahim Buffon" in onore del portiere italiano Gianluigi Buffon.

#### Al-Ouruba
Nel 2015 si è trasferito all'Al-Ouruba, venendo anche convocato in nazionale. Ha partecipato alla Coppa dell'AFC 2016 con l'Al-Ouruba, che è arrivato ultimo nel Gruppo B, vincendo una partita contro l'Al-Wahda Sports Club e pareggiando contro lo Shabab Al-Dhahiriya.

#### Al-Nasr
Nel 2019 si trasferisce all'Al-Nasr, rinnovando il contratto nel 2020.

#### Al-Nahda
Nel 2022, Al-Mukhaini passa all'Al-Nahda, che vincerà il campionato omanita 2022-23, qualificandosi agli spareggi per la Coppa dell'AFC 2023-24: dopo una vittoria per 3-2 sull'Al-Khaldiya, la squadra si è assicurata un posto nella fase a gironi. Nella stessa stagione, la squadra ha anche vinto la Sultan Qaboos Cup.

### Nazionale
Al-Mukhaini è stato convocato con la nazionale omanita per un'amichevole contro il Giappone nel novembre 2016, e, successivamente, per una partita di qualificazione alla Coppa d'Asia nel 2017. Ha partecipato alla Coppa d'Asia AFC Under-23 nel 2018.
Ha esordito ufficialmente con la nazionale omanita il 3 dicembre 2021, nella partita persa per 1-2 contro il Qatar valevole per la coppa araba FIFA 2021.
Da allora ha partecipato a numerose competizioni internazionali, tra cui la Coppa Araba 2021, la Coppa delle nazioni del Golfo 2023, la CAFA Nations Cup 2023 e la Coppa d'Asia 2023.
Ha vinto il premio come miglior portiere sia alla Coppa delle Nazioni del Golfo del 2023, dove l'Oman è arrivato secondo che alla CAFA Nations Cup del 2023, in cui l'Oman è arrivato terzo.
Al-Mukhaini è stato convocato per le amichevoli internazionali in vista delle qualificazioni alla Coppa del Mondo 2026 e delle qualificazioni alla Coppa d'Asia 2027.

## Statistiche

### Cronologia presenze e reti in nazionale
| Cronologia completa delle presenze e delle reti in nazionale ― Oman | Cronologia completa delle presenze e delle reti in nazionale ― Oman | Cronologia completa delle presenze e delle reti in nazionale ― Oman | Cronologia completa delle presenze e delle reti in nazionale ― Oman | Cronologia completa delle presenze e delle reti in nazionale ― Oman | Cronologia completa delle presenze e delle reti in nazionale ― Oman | Cronologia completa delle presenze e delle reti in nazionale ― Oman | Cronologia completa delle presenze e delle reti in nazionale ― Oman |
| Data                                                                | Città                                                               | In casa                                                             | Risultato                                                           | Ospiti                                                              | Competizione                                                        | Reti                                                                | Note                                                                |
| ------------------------------------------------------------------- | ------------------------------------------------------------------- | ------------------------------------------------------------------- | ------------------------------------------------------------------- | ------------------------------------------------------------------- | ------------------------------------------------------------------- | ------------------------------------------------------------------- | ------------------------------------------------------------------- |
| 3-12-2021                                                           | Al Rayyan                                                           | Oman                                                                | 1 – 2                                                               | Qatar                                                               | Coppa araba FIFA 2021 - 1º turno                                    | -2                                                                  |                                                                     |
| 6-12-2021                                                           | Al Rayyan                                                           | Oman                                                                | 3 – 0                                                               | Bahrein                                                             | Coppa araba FIFA 2021 - 1º turno                                    | -                                                                   |                                                                     |
| 15-12-2021                                                          | Al Rayyan                                                           | Tunisia                                                             | 2 – 1                                                               | Oman                                                                | Coppa araba FIFA 2021 - Quarti di finale                            | -2                                                                  |                                                                     |
| 24-3-2022                                                           | Hanoi                                                               | Vietnam                                                             | 0 – 1                                                               | Oman                                                                | Qual. Mondiali 2022                                                 | -                                                                   |                                                                     |
| 29-3-2022                                                           | Mascate                                                             | Oman                                                                | 2 – 0                                                               | Cina                                                                | Qual. Mondiali 2022                                                 | -                                                                   |                                                                     |
| 9-6-2022                                                            | Al Rayyan                                                           | Oman                                                                | 0 – 0                                                               | Nuova Zelanda                                                       | Amichevole                                                          | -                                                                   |                                                                     |
| 23-9-2022                                                           | Amman                                                               | Iraq                                                                | 1 – 1 dts (3 – 4 dtr)                                               | Oman                                                                | Amichevole                                                          | -1                                                                  |                                                                     |
| 16-11-2022                                                          | Mascate                                                             | Oman                                                                | 0 – 1                                                               | Germania                                                            | Amichevole                                                          | -1                                                                  |                                                                     |
| 6-1-2023                                                            | Bassora                                                             | Iraq                                                                | 0 – 0                                                               | Oman                                                                | Coppa delle nazioni del Golfo 2023 - 1º turno                       | -                                                                   |                                                                     |
| 9-1-2023                                                            | Bassora                                                             | Oman                                                                | 3 – 2                                                               | Yemen                                                               | Coppa delle nazioni del Golfo 2023 - 1º turno                       | -2                                                                  |                                                                     |
| 12-1-2023                                                           | Bassora                                                             | Arabia Saudita                                                      | 1 – 2                                                               | Oman                                                                | Coppa delle nazioni del Golfo 2023 - 1º turno                       | -1                                                                  |                                                                     |
| 16-1-2023                                                           | Bassora                                                             | Bahrein                                                             | 0 – 1                                                               | Oman                                                                | Coppa delle nazioni del Golfo 2023 - Semifinale                     | -                                                                   |                                                                     |
| 19-1-2023                                                           | Bassora                                                             | Iraq                                                                | 3 – 2 dts                                                           | Oman                                                                | Coppa delle nazioni del Golfo 2023 - Finale                         | -3                                                                  |                                                                     |
| 27-3-2023                                                           | Mascate                                                             | Oman                                                                | 2 – 0                                                               | Libano                                                              | Amichevole                                                          | -                                                                   |                                                                     |
| 11-6-2023                                                           | Tashkent                                                            | Uzbekistan                                                          | 3 – 0                                                               | Oman                                                                | CAFA Nations Cup 2023 - 1º turno                                    | -3                                                                  |                                                                     |
| 14-6-2023                                                           | Tashkent                                                            | Oman                                                                | 1 – 1                                                               | Tagikistan                                                          | CAFA Nations Cup 2023 - 1º turno                                    | -1                                                                  |                                                                     |
| 17-6-2023                                                           | Tashkent                                                            | Turkmenistan                                                        | 0 – 2                                                               | Oman                                                                | CAFA Nations Cup 2023 - 1º turno                                    | -                                                                   |                                                                     |
| 20-6-2023                                                           | Tashkent                                                            | Kirghizistan                                                        | 0 – 1                                                               | Oman                                                                | CAFA Nations Cup 2023 - Finale 3º posto                             | -                                                                   |                                                                     |
| 13-9-2023                                                           | Saint Paul                                                          | Stati Uniti                                                         | 4 – 0                                                               | Oman                                                                | Amichevole                                                          | -4                                                                  |                                                                     |
| 29-12-2023                                                          | Abu Dhabi                                                           | Cina                                                                | 0 – 2                                                               | Oman                                                                | Amichevole                                                          | -                                                                   |                                                                     |
| 6-1-2024                                                            | Abu Dhabi                                                           | Emirati Arabi Uniti                                                 | 0 – 1                                                               | Oman                                                                | Amichevole                                                          | -                                                                   |                                                                     |
| 16-1-2024                                                           | Doha                                                                | Arabia Saudita                                                      | 2 – 1                                                               | Oman                                                                | Coppa d'Asia 2023 - 1º turno                                        | -2                                                                  |                                                                     |
| 21-1-2024                                                           | Doha                                                                | Oman                                                                | 0 – 0                                                               | Thailandia                                                          | Coppa d'Asia 2023 - 1º turno                                        | -                                                                   |                                                                     |
| Totale                                                              |                                                                     | Presenze                                                            | 23                                                                  |                                                                     | Reti                                                                | -22                                                                 |                                                                     |

## Palmarès

### Individuale
- Coppa delle nazioni del Golfo: Miglior portiere

2023
- CAFA Nations Cup: Miglior portiere

2023